# Walter Polaris
Walter Polaris a Polaris II byly československé tříválcové vzduchem chlazené hvězdicové motory. Byl vyvinut počátkem 30. let 20. století a byl vyráběn Akciovou společností Walter, továrna na automobily a letecké motory v Praze – Jinonicích. Motor Walter Polaris II je vystaven v expozici Leteckého muzea ve Kbelích.

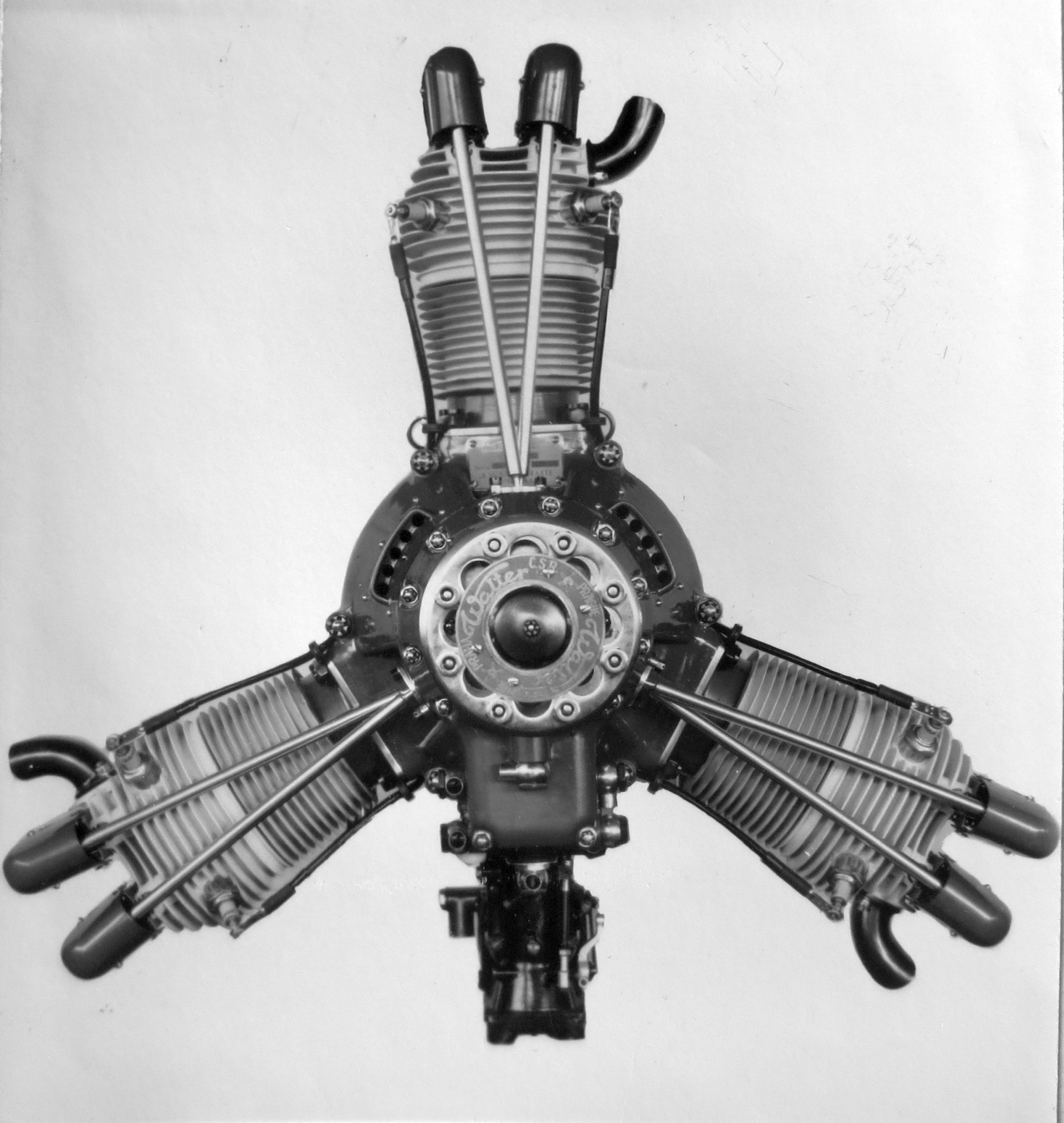
Walter Polaris (1932)

## Vznik a vývoj
Motor Walter Polaris byl překonstruován z ne zcela povedeného motoru Walter NZ-40 resp. NZ-45, později byl modifikován na výkonnější verzi Walter Polaris II. Homologační zkouška motoru Walter Polaris byla ukončena 12. února 1932 a u motoru Walter Polaris II 25. dubna 1933. Počty vyrobených motorů Walter Polaris obou verzí se uvádějí v množství 33 kusů.

Tříválec Walter Polaris II byl určen pro lehká sportovní letadla, popřípadě pro lidová letadélka, o nichž se v těch letech hodně uvažovalo a která byla nedosaženým snem většiny konstruktérů. Nalezlo se dosti lehkých letadel, kde by tento motor našel uplatnění, ale ujal se prakticky jen u letounu Letov Š-39. Tímto typem v podstatě končí historie tříválcových, hvězdicových motorů vyráběných továrnou Walter s vrtáním 105 mm a zdvihem 120 mm. Bylo několik typů letadel, kde se motory Walter Polaris a Walter Polaris II objevily, ale takových úspěchů jako "enzety" už tyto nové hvězdy nedobyly. Hvězdicové motory již postupně začaly uvolňovat místo invertním, řadovým motorům.

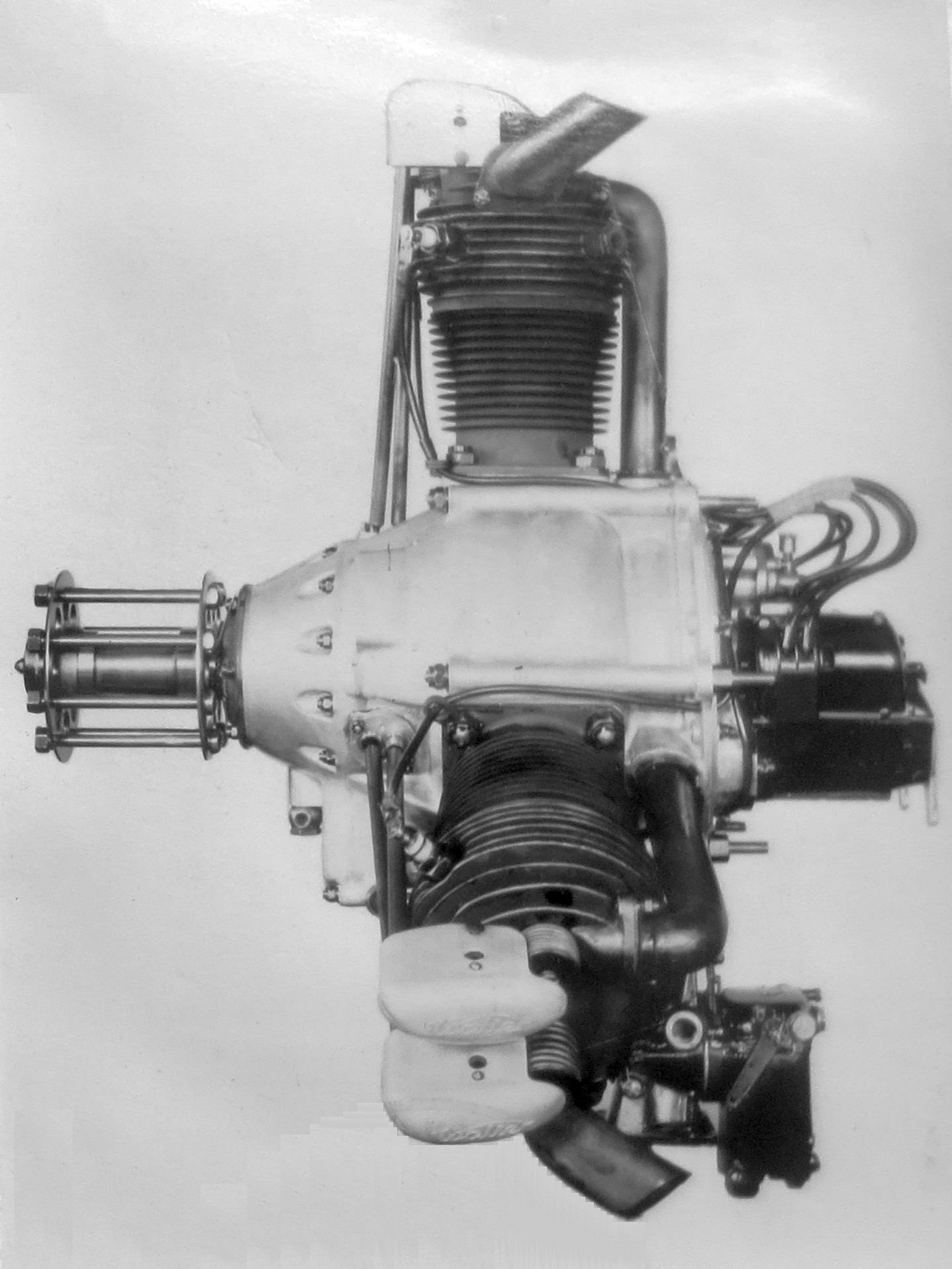
Walter Polaris, boční pohled (1932)

## Popis motoru
Byl to tříválcový hvězdicový motor s vrtáním 105 mm a zdvihem 120 mm (3H). Klasický zážehový motor s karburátorem. Všechny motory řady NZ měly jednotné vrtání 105 mm a zdvih 120 mm (až na Walter Scolar). Lišily se pouze počtem válců. Z detailů, které tento motor odlišovaly od předchozího NZ-40/NZ-45, je třeba zmínit ocelové válce s hliníkovými hlavami a vysoustruženými žebry, uložení nedělené hlavní ojnice kruhového průřezu na volném bronzovém pouzdru se dvěma smykovými plochami, dělený klikový hřídel (Poldi-Victrix-Special) a dvojité zapalování Scintilla. I tento motor trpěl neduhy předešlého typu Walter NZ-40 (NZ-45). Především šlo o špatné mazání horního válce, neklidný chod a z něho vyplývající narušování motorového lože. Teprve mohutné gumové tlumiče kmitů od vibrací pomohly.

## Použití

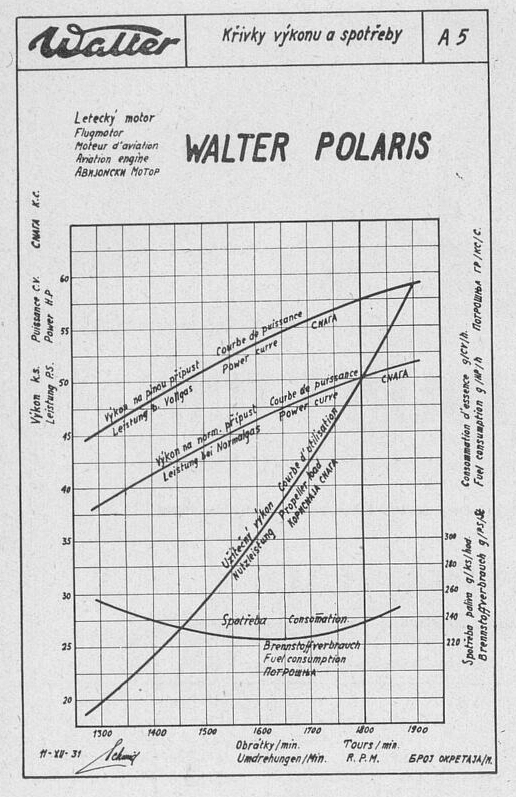
Walter Polaris (charakteristiky)

Počet aplikací byl s motory Polaris z výše uvedených důvodů "řídký". Mimo níže popsaných letounů Letov Š-39 a Přikryl-Blecha PB 5 „Racek“ byl tento motor instalován na letounu Jaroslava Lonka s registrační značkou OK-VAF, typ Lonek L-5. S typem L-5 se v roce 1932 zúčastnil Memoriálu ing. Kašpara v Chrudimi, kde však havaroval a jeho spoluletkyně Ginette Ferron zahynula. Druhou "jednokusovou" aplikaci byl americký letoun Rearvin Junior 4000, který byl v Československu provozován s imatrikulací OK-WAO (1934-1939). Za II. světové války byl tento letoun registrován na Slovensku.

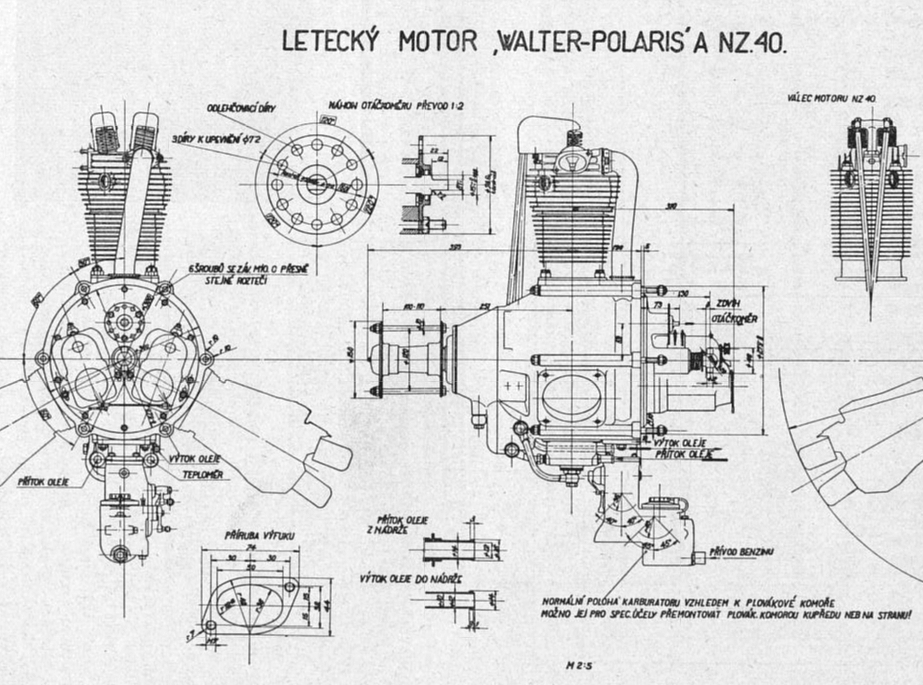
Walter Polaris, skica motoru

Letoun Letov Š-39 byl jednomotorový dvoumístný, vzpěrový hornoplošník, který byl vyvinut a používán jako sportovní letoun. Letoun konstrukce Aloise Šmolíka s jednonosníkovým celodřevěným křídlem uskutečnil první let v roce 1931. Byl následně vyráběn v továrně Letov v Letňanech u Prahy (Vojenská továrna na letadla Letov). V roce 1932 bylo vyrobeno 23 letounů tohoto typu. Major Josef Heřmanský dosáhl 9. prosince 1932 v kategorii lehkých letadel do 400 kg s letounem Š-39 a motorem Polaris československého, výškového rekordu, když vzlétl do výše 5137 m. V letech 1932-1933 s tímto letounem vytvořil pilot (již jako podplukovník p.p.l.) Josef Heřmanský 8 národních rekordů. Jeden z těchto letounů vlastnil generální ředitel továrny Walter, soukromý pilot Antonín Kumpera. Na II. meetingu na mokotovském letišti u Varšavy Antonín Kumpera obsadil 2. místo v handicapovém závodě klubových letadel a 3. místo v rychlostním závodě. V období 1932–1934 byl nejmodernějším a také nejrozšířenějším sportovním letadlem tohoto druhu vyráběným v Československu. Masového rozšíření však nedosáhl, protože samotný drak stál 25 000 Kč a motor Polaris dalších 28 000 Kč. Vývoj tohoto letounu dále pokračoval verzemi Letov Š-139 (několik z nich bylo vybaveno motorem Walter Mira-R) a Letov Š-239, která byla vybavena motorem Walter Minor 4-I.
Dalším letounem, na kterém se motor Walter Polaris krátce objevil, bylo dvojmístné sportovní letadlo Přikryl-Blecha PB-5 Racek z roku 1931. Jednalo se o elegantní, malé letadélko, které bylo ideální pro leteckou turistiku amatérů. Vyznačovalo se velmi krátkým startem a přistáním a také nezvykle dobrou stoupavostí. Dvoučlenná posádka byla usazena v tandemovém uspořádání, když pilot seděl vzadu a cestující vpředu. Za odklápěcími sedadly byl v klenutí trupu dosti velký prostor pro zavazadla. Motor Polaris I byl upevněn přímo v přední dřevěné stěně pomocí šesti silentbloků. Vrtule Letov dřevěná o průměru 1820 mm. Motor byl zakryt snímatelnou hliníkovou kapotou, která umožňovala snadný přístup k armaturám. Je však pravdou, že motor Polaris I se v tomto letounu příliš neosvědčil. Další prototyp OK-BPE létal s motorem Walter NZ-60, ale u dalších stavěných strojů byl používán motor sedmiválcový Pobjoy R o výkonu 55 kW (75 k).

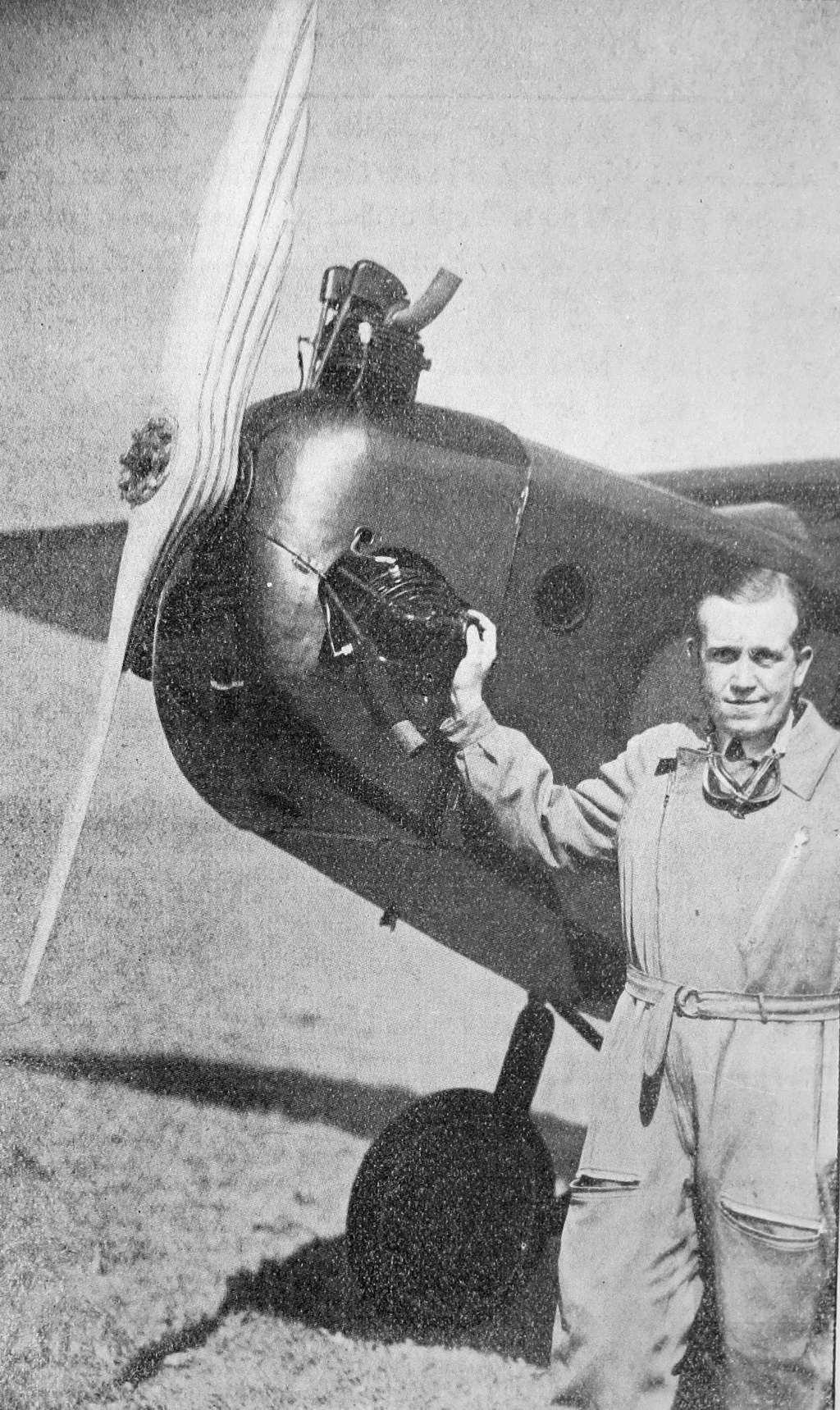
Antonín Kumpera s motorem Walter Polaris na letounu Š-39 (1932)

## Použití v letadlech
- Letov Š-39
- Přikryl-Blecha PB-5 Racek
- Rearwin Junior
- Lonek L-5
- Karvelis BK-11

## Specifikace (Polaris/Polaris II)
Data dle

### Technické údaje
- Typ: čtyřdobý, zážehový vzduchem chlazený hvězdicový tříválcový motor
- Vrtání válce: 105 mm
- Zdvih pístu: 120 mm
- Maximální průměr motoru: 926 mm
- Celková délka motoru: 708 mm
- Celková plocha pístů: 259,7 cm2
- Zdvihový objem motoru: 3120 cm3
- Hmotnost suchého motoru: 72 kg

### Součásti
- Rozvod: OHV, dvouventilový
- Karburátor: Zénith 50 AIO nebo Solex DV40
- Zapalování: 2 magnety Scintilla PN3-DF
- Mazání: tlakové oběžné, se suchou klikovou skříní
- Pohon: dvoulistá dřevěná vrtule, v tlačném nebo tažném uspořádání .
- Chlazení: vzduchové

### Výkony
- Výkony:
  - vzletový: 60 k (44,1 kW) při 1900 ot/min (Polaris), 78 k (57,4 kW) při 2460 ot/min (Polaris II)
  - jmenovitý: 55 k (40,4 kW) při 1800 ot/min (Polaris), 70 k (51,5 kW) při 2330 ot/min (Polaris II)
- Kompresní poměr: 5,15:1 (Polaris), 5,3:1 (Polaris II)
- Spotřeba paliva: 230 g·h−1·k−1 / 313 g·h−1·kW−1
- Spotřeba oleje: 10 g·h−1·k−1 / 13,6 g·h−1·kW−1
- Poměr výkonu k hmotnosti: 0,56 kW/kg (Polaris), 0,72 kW/kg (Polaris II)

## Galerie

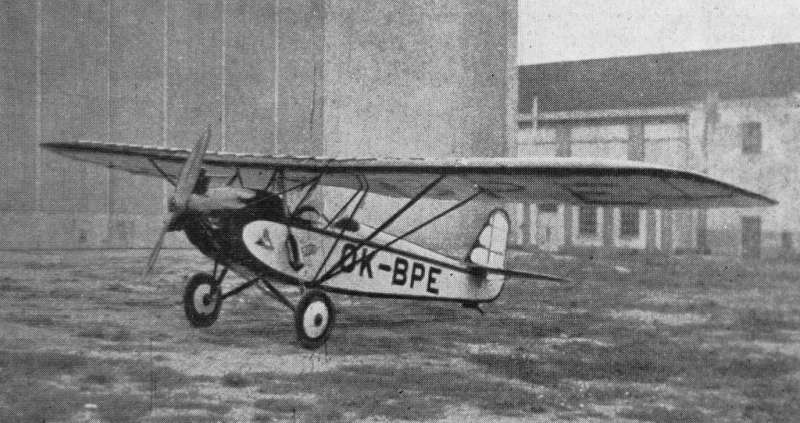
Přikryl-Blecha PB-5 (OK-BPE) a Walter Polaris (1932)
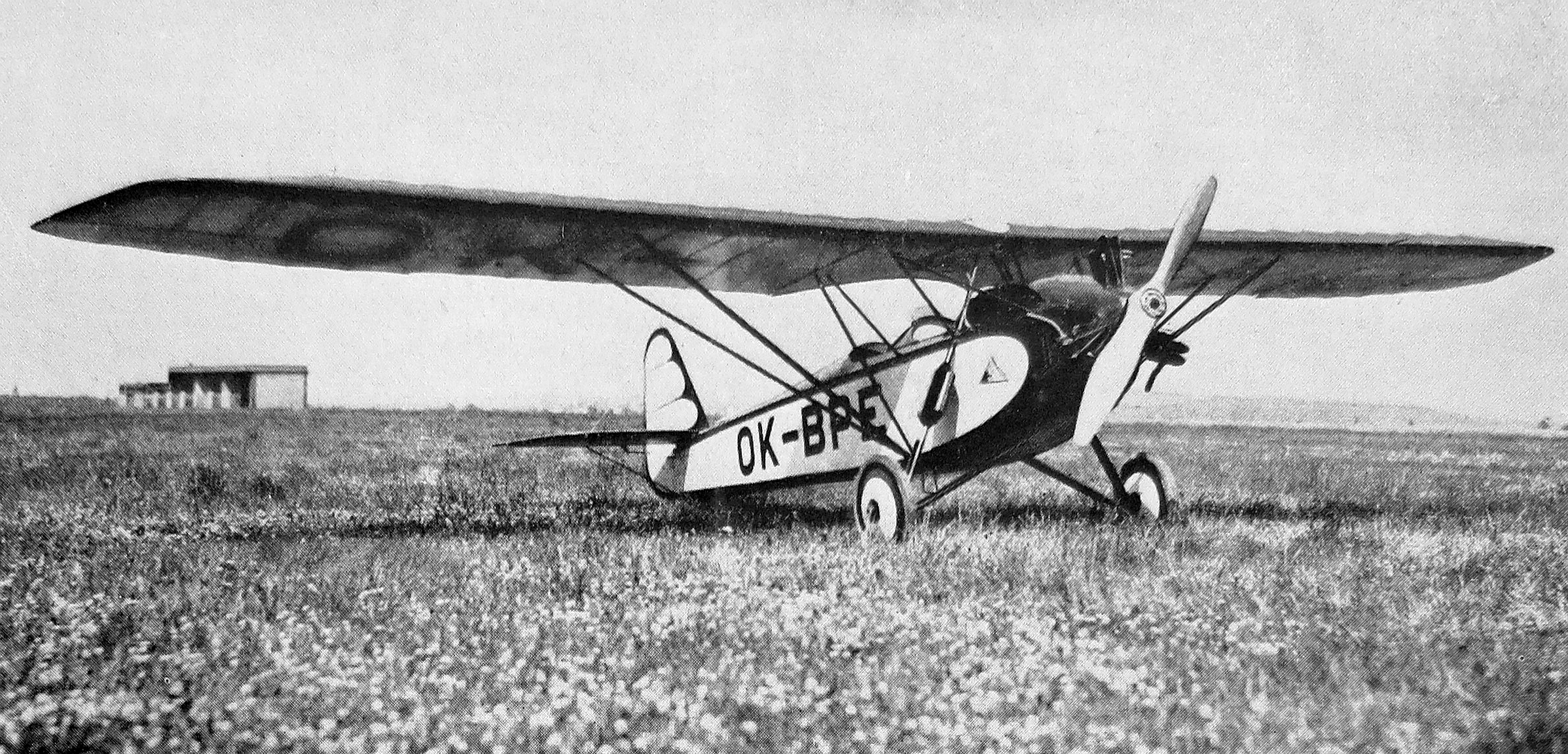
Přikryl-Blecha PB-5 (OK-BPE) a Walter Polaris (1932)
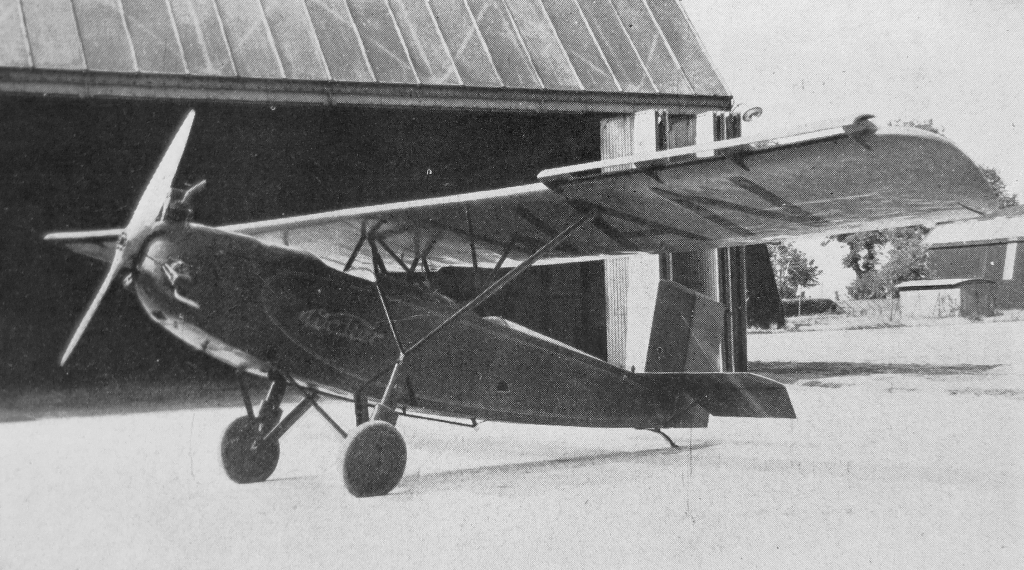
Letov Š-39 (OK-WAN) a Walter Polaris II (1932)
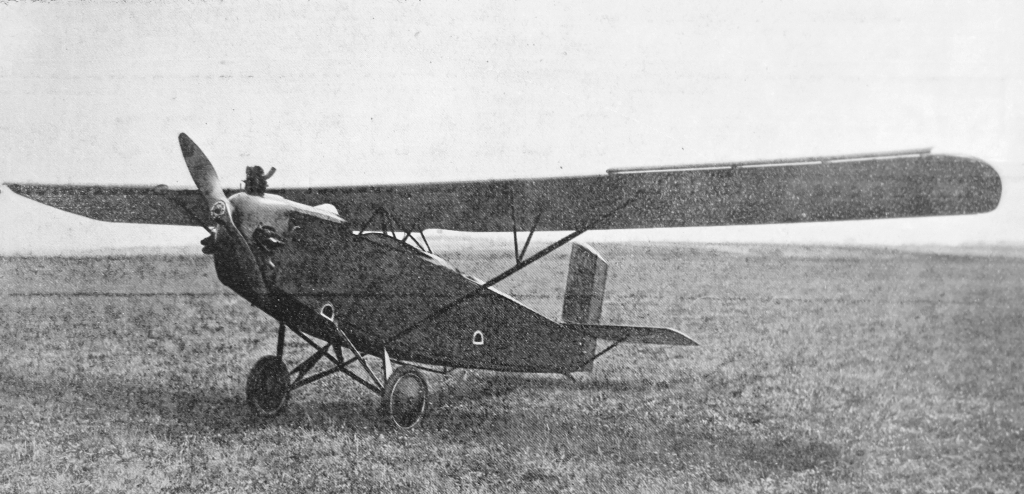
Letov Š-39 a Walter Polaris II (1932)
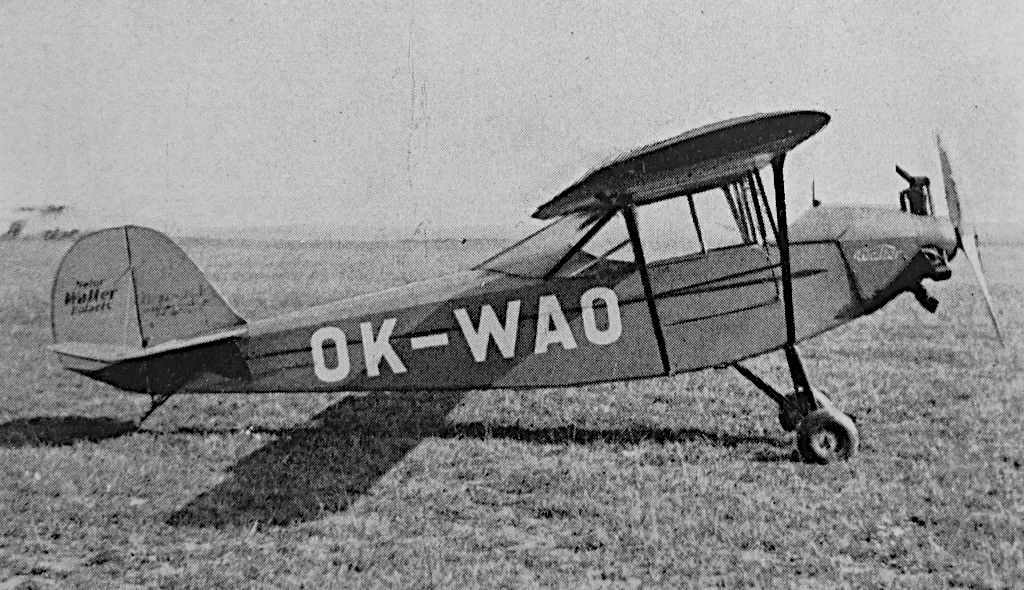
Rearwin Junior 4000 (OK-WAO) a Walter Polaris II (1934)
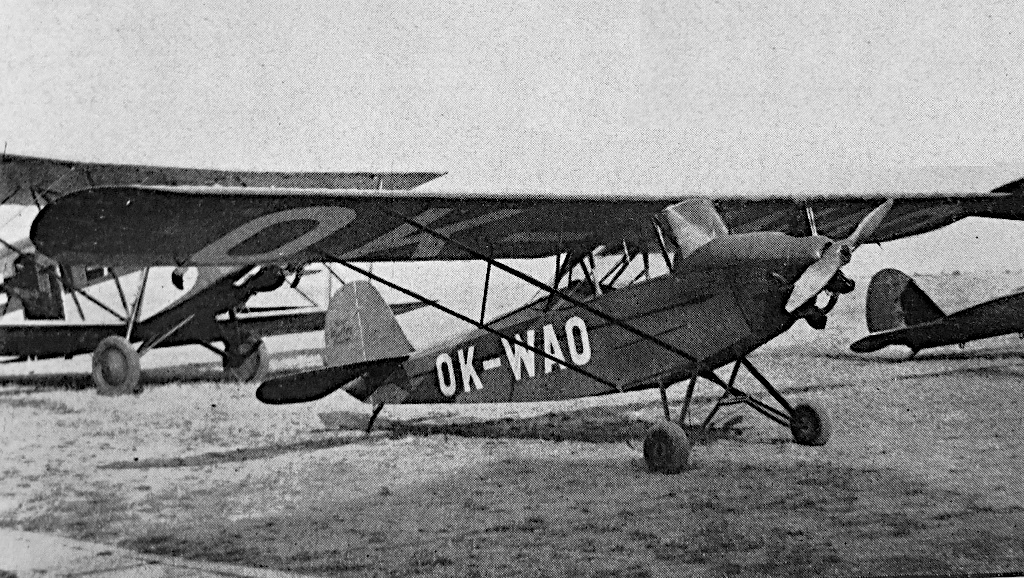
Rearwin Junior 4000 (OK-WAO) a Walter Polaris II (1934)
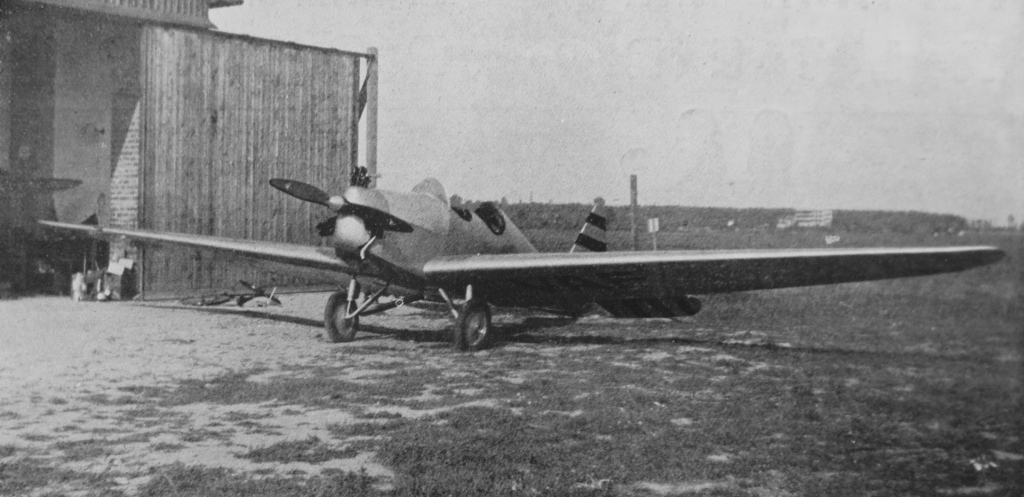
Lonek L-5 a Walter Polaris (1932)
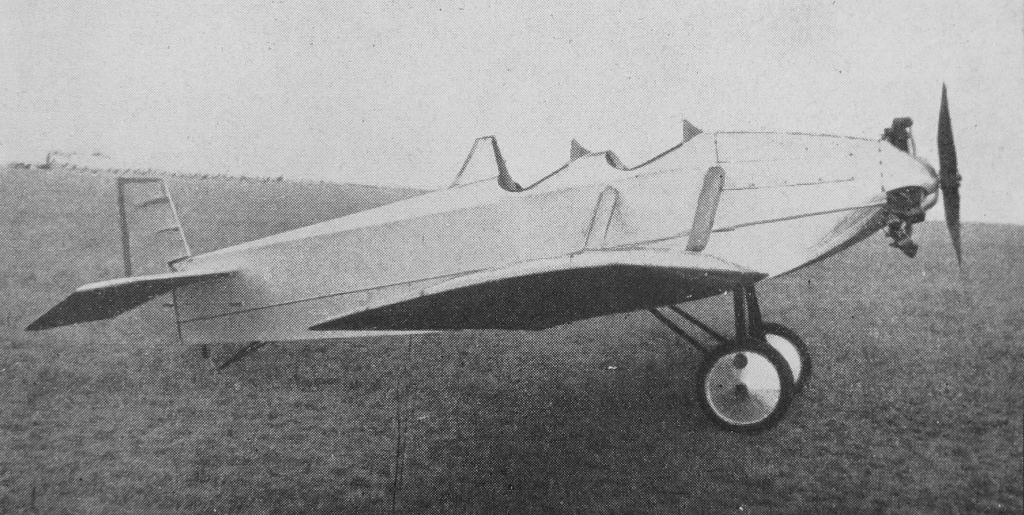
Karvelis BK-11 a Walter Polaris II